# 조선국제려행사
조선국제려행사(朝鮮國際旅行社, Korea International Travel Company, KITC)란 조선민주주의인민공화국의 국영여행사이며, 조선민주주의인민공화국의 최대의 여행 회사이다. 국가관광총국 산하의 사업 조직의 하나이지만, 실질적으로는 동일체이다. 본사는 평양시 중구역에 있다. 1953년 8월 24일에 창립했다.

## 연혁
- 1953년 8월 24일 - 창립
- 1986년 - 일본인 관광객의 관광 수락 개시
- 1987년 9월 - 조선국가관광총국이 세계관광기구(WTO)에 가맹.
- 1999년 4월 - 조선국가관광총국이 아시아 태평양 여행 협회(PATA)에 가맹.
- 2001년 - 조선국가관광총국이 아리랑 축전(2002년 개최) PR의 일환으로 일본 전용의 일본어 WEB 사이트를 개설.

## 해외 사무소
- 베이징사무소 (중국 베이징시)
- 단둥사무소 (중국 랴오닝성 단둥시)

## 일본 총대리점
- 주식회사 중외려행사 (도쿄도 다이토구)